# Klub tvůrčí mládeže „Sučasnik“
Klub tvůrčí mládeže "Sučasnik" (ukrajinsky Клуб творчої молоді) byl prvním nezávislým klubem mladé ukrajinské inteligence, tzv. šedesátníků. Působil v Kyjevě v letech 1960-1964 a zaměřil se na připomínku a ochranu ukrajinského kulturního dědictví. Vedení klubu aktivně podporoval ředitel kyjevského akademického divadla, profesor kyjevského Divadelního institutu Maryan Krušelnyckyj. 
Klub se stal centrem ze kterého vzešla na Ukrajině občanská společnost a předcházel vzniku disidentských aktivit a samizdatu. Jména členů klubu se prolínají celou moderní historií Ukrajiny jako pozdější zakladatelé Ukrajinské Helsinské skupiny a vězni gulagů nebo zakladatelé politických stran po vyhlášení Ukrajinské nezávislosti. 

## Historie
Klub tvůrčí mládeže byl oficiálně založen na ustavující schůzi 8. března 1960, původně s demokraticko-internacionální orientací. Po rozšíření počtu členů jej tvořili téměř výhradně Ukrajinci spojení s kulturním obrozením během přechodného uvolnění režimu na počátku 60. let (po odhalení Stalinových zločinů N. Chruščovem). Prvním předsedou byl zvolen režisér Les Tanjuk a klub se postupně rozrostl na téměř 2 000 členů. Sídlil v kinosále někdejšího Institutu mladých šlechtičen z 19. století. Palác byl postupně sídlem vojenské školy bolševiků, NKVD, zemědělské školy, vězení, po válce ruina sloužící jako nouzové ubytování, po rekonstrukci 1958 přejmenován na Říjnový palác odborů, po roce 1993 Palác kultury.
Klub měl pět sekcí, které se věnovaly výtvarnému umění, filmu, hudbě, divadlu a literatuře. Otevřeně se hlásil ke generaci Popraveného obrození ze 30. let a svou činnost zaměřil na oživení národní kultury. Členy klubu byli Ivan Dzjuba, Jevhen Sverstjuk, Ivan Svitlyčnyj, Vasyl Symonenko, Stanislav Telnjuk, Ivan Drač, Mykola Vingranovsky, Lina Kostenko, Alla Horska a její muž Viktor Zvaretsky, Afanas Zalivacha, Ljudmila Semikina, Halyna Sevruk, Halyna Zubčenko, ad. Na činnosti se podíleli mnozí studenti kyjevských vysokých škol. Hudební sekce založila první ukrajinský jazzový soubor v Kyjevě a folklórní soubor Žajvoronok, divadelníci působili jako "Jiné ukrajinské divadlo" (Другий український театр).
Klub pořádal tvůrčí večery, nezávislé výstavy výtvarného umění, etnografické festivaly, přednášky a autorská čtení. Poznávací zájezdy po Ukrajině organizovali historik architektury Hryhory Logvin, umělecký kritik Mychajlo Lytvyn a akademik Maksym Rylskyj. Členové klubu mapovali zachované ukrajinské kostely a navrhovali rekonstrukci zničených kostelů. Roku 1962 už začaly represe proti aktivitám klubu. Výstava studentů Institutu umění na byla na pokyn KGB zničena komsomolskou úderkou.
V březnu 1962 přinesli Alla Horska, Ljudmila Zamykina a Viktor Zaretsky jako téma neuspokojivý stav ukrajinského jazyka a kultury v Ukrajinské sovětské socialistické republice. S podporou Ivana Svitlyčného a Ivana Dzjuby byl v květnu 1962 uspořádán vzpomínkový večer na počest zakázaného režiséra a spisovatele Lese Kurbase, popraveného roku 1937 v gulagu. Večera se zúčastnila herečka z Kurbasova divadla Iryna Stešenko, která přizvala další Kurbasovy herce. Na večeru připomínajícím dalšího popraveného dramatika a spisovatele Mykolu Kuliše vyzval básník Mykola Bažan přítomné aby se zabývali stalinskými zločiny ze 30. let. Les Tanjuk, Alla Horska a Vasyl Symonenko objevili hromadné pohřebiště obětí stalinského teroru na předměstí Kyjeva v Bykyvni a napsali dopis, ve kterém žádali Kyjevskou městskou radu o vyšetřování zločinu. Tím zároveň překročili hranice, které byly režimem tolerovány.
Stranickým orgánům se nezávislost klubu brzy znelíbila a podřídily ho pod kyjevskou pobočku Komsomolu a přímý dohled historičky Nelli Kornijenko. V únoru 1963 byl Les Tanjuk odvolán z funkce vedoucího klubu a formálně nahrazen Viktorem Zareckým. Členové klubu pokračovali v pořádání kulturních akcí -  přednášky na památku Vladimíra Majakovského 1. června 1963, „večera Ivana Franka“ 8. června a akce na počest Lesji Ukrajinky 31. července. Když byla tato poslední akce sovětskými úřady zakázána, klub pokračoval v tajném čtení jejích děl v Kyjevské filharmonii. Ševčenkovy dny v roce 1964 oslavil spolek jako svou poslední velkou akci.
V roce 1964 vytvořila Alla Horska s dalšími umělci (Afanas Zalyvacha, Ljudmila Semikina, Halyna Sevruk, Halyna Zubčenko) vitráž „Ševčenko. Matka“ ke 150. výročí narození Tarase Ševčenka ve vestibulu Červené budovy Kyjevské národní univerzity. Stranická komise ji kvalifikovala jako ideologicky nepřátelskou a vitráž byla zničena. Alla Horská a Ljudmila Semikina byly za to vyloučeny ze Svazu umělců.
Klub umělecké mládeže byl rozpuštěn v roce 1964, ale v té době se ukrajinští šedesátníci už věnovali vydávání samizdatu a politickým aktivitám v podzemí. Činnost členů klubu pokračovala v různých formách až do čistky v letech 1965-1966, kdy začala vlna zatýkání disidentů.

### Kluby tvůrčí mládeže v jiných městech
Kluby umělecké mládeže vznikly i v dalších městech - Prolisok (1962) ve Lvově (předseda Mychajlo Kosiv, členové: Mychajlo Horyn, Bohdan Horyn, Hryhorij Čubaj, Ihor Kalynec, Iryna Stasiv-Kalynets, Ivan Hel, Stefanija Šabatura ad.), zakázaný po dvou letech činnosti roku 1964, Charkově (Mykola Šejko), 1968 v Dnipru (Mychajlo Skoryk, Ivan Sokulskij), nebo Oděse.
V programu Klubu tvůrčí mládeže ve Lvově byl boj za národní suverenitu Ukrajiny.
Roku 1968 vyšla v časopisu Vičyzna novela Olese Hončara Chrám, proti které rozpoutaly stranické orgány kampaň, označily ji za protisovětskou a nacionalistickou a zabránily knižnímu vydání. Na obranu Hončara se postavil Klub tvůrčí mládeže v Dnipru a odeslal dopis vedení USSR, ve kterém protestuje proti zákazu knihy a obecně proti kulturní genocidě Ukrajiny. Dopis odvysílalo Radio Svoboda. Signatáře dopisu zatkla KGB a za protisovětskou agitaci a propagandu byl Ivan Sokulskij odsouzen na 4,5 roku v pracovním táboře, Mykola Kulčinskij na 2,5 roku v táboře a Viktor Savčenko dostal podmíněný trest.  